# Willie Irvine
Willie Irvine (16. března 1943, Eden – 26. července 2025) byl severoirský fotbalista, útočník. V sezóně 1965/1966 byl nejlepším střelcem anglické Football League First Division.

## Fotbalová kariéra
V anglické nejvyšší soutěži hrál za Burnley FC, nastoupil ve 126 utkáních a dal 78 gólů. Dále hrál v nižších anglických ligových soutěžích za Preston North End FC, Brighton & Hove Albion FC a Halifax Town AFC. Ve Veletržním poháru nastoupil ve 3 utkáních a dal 2 góly. Za reprezentaci Severního Irska nastoupil v letech 1963–1972 ve 23 utkáních a dal 8 gólů.

## Ligová bilance
| Ročník                                    | Zápasy | Góly | Klub                      |
| ----------------------------------------- | ------ | ---- | ------------------------- |
| Football League First Division 1962/1963  | 2      | 4    | Burnley FC                |
| Football League First Division 1963/1964  | 6      | 4    | Burnley FC                |
| Football League First Division 1964/1965  | 33     | 22   | Burnley FC                |
| Football League First Division 1965/1966  | 42     | 29   | Burnley FC                |
| Football League First Division 1966/1967  | 23     | 13   | Burnley FC                |
| Football League First Division 1967/1968  | 17     | 6    | Burnley FC                |
| Football League Second Division 1967/1968 | 11     | 6    | Preston North End FC      |
| Football League Second Division 1968/1969 | 37     | 15   | Preston North End FC      |
| Football League Second Division 1969/1970 | 15     | 5    | Preston North End FC      |
| Football League Third Division 1970/1971  | 14     | 1    | Preston North End FC      |
| Football League Third Division 1970/1971  | 14     | 6    | Brighton & Hove Albion FC |
| Football League Third Division 1971/1972  | 44     | 16   | Brighton & Hove Albion FC |
| Football League Second Division 1972/1973 | 11     | 5    | Brighton & Hove Albion FC |
| Football League Third Division 1972/1973  | 10     | 1    | Halifax Town AFC          |
| CELKEM Football League First Division     | 126    | 78   |                           |